# 고기능고분자
고기능고분자(高機能高分子, high functional polymer)는 특수한 기능을 갖도록 한 고분자 물질이다. 고분자는 분자량이 큰 분자로서 가볍고 성형하기 쉬운 고분자의 특성을 활용해서 기체나 액체를 자유롭게 분리하는 기능을 갖게 하거나 전기전도의 기능을 갖게 한 것이 고기능고분자이다.
고기능고분자는 용도에 따라 전기전자재료, 광기능재료, 고분자용액재료, 분리기능재료, 의료용 고분자재료로 나뉜다. 전기전자재료에는 절연체의 기능을 하는 재료나 전도성이 있는 수지, 반도체고분자 등이 있다. 또한 광기능재료로는 자외선이나 엑스선 등에 특수하게 반응하는 감광성 고분자나 광학용 플라스틱 등이 있으며, 고분자용액재료에는 자외선이나 전자선에 의해 굳는 도료나 전기전도의 기능이 있거나 녹을 방지하는 도료 등이 있다. 분리기능재료로는 이온교환수지, 기체나 액체를 자유롭게 분리하는 선택성 분리막, 바닷물을 담수로 바꾸는 역침투막 등이 있다. 의료용 고분자재료에는 혈전이 생기지 않도록 하는 항혈전성 고분자, 치과용 수지, 인공장기용 고분자 등이 있다.
최근에는 자연 보호를 위해 천연 분해되는 생분해성 고분자, 인간의 건강을 위한 바이오고분자나 생체고분자처럼 나쁜 환경에서도 특수한 기능을 발휘하는 새로운 고기능고분자 등이 개발되고 있다.